# Шести кръстоносен поход
Шестият кръстоносен поход, известен като кръстоносният поход на Фридрих II (1228 – 1229), е военна експедиция за възвръщане на град Йерусалим. Той започва седем години след провала на Петия кръстоносен поход и включва много малко реални боеве. Дипломатическите маневри на Фридрих II, император на Свещената Римска империя и крал на Сицилия, довеждат до това, че кралство Йерусалим възвръща до известна степен контрола над територията си, както и над други области на Светите земи през по-голямата част от следващите петнадесет години (1229 – 1239, 1241 – 1244) .

## Предистория

### Брак с Изабела II
През 1223 г. във Ферентино се провежда среща между Жан дьо Бриен, папа Хонорий III и Фридрих II, на която последният се съгласява да тръгне на кръстоносен поход, но само при условие, че стане законен крал на Йерусалим, а това е възможно само ако се ожени (той вече е вдовец) за младата Изабела (известна също като Йоланда), дъщеря на Жан дьо Бриен (номинален владетел на Кралство Йерусалим) и Мария Монфератска Това отговаря на плановете на папата, който се надява така да ангажира здраво императора с Шестия кръстоносен поход. Годежът е потвърден, но императорът все отлага отпътуването си до август 1225 г., когато двамата сключват брак задочно в Акра. Само няколко дни по-късно Изабела е коронясана като Изабела II Йерусалимска, кралица на Йерусалим.
Фридрих изпраща двадесет кораба да доведат Изабела в Италия и официалното бракосъчетание се провежда в катедралата в Бриндизи на 9 ноември 1225 г. По време на церемонията Фридрих се обявява за крал на Йерусалим и веднага прави необходимото да лиши тъста си Жан дьо Бриен от текущите му права на регент. Съвременните хроники описват пищната сватбена церемония в крепостта Ория (Castle of Oria) и възмутената реакция на бащата на булката спрямо лишаването му от кралска власт.
Изабела умира през края на април 1228 г., осем дена след раждането на син си Конрад IV, който наследява претенцията за трона на Йерусалим. Фридрих II през 1229 г. се коронова сам в църквата на Божи гроб за крал на Йерусалим.

### Фридрих II и папството
Фридрих II, император на Свещената Римска империя, се включва още в началото в Петия кръстоносен поход, изпращайки войски от Германия, но не успява лично да придружи армията, въпреки насърчаването на Хонорий III и по-късно Григорий IX, тъй като трябва да затвърди позициите си в Германия и Италия, преди да се впусне в кръстоносен поход. Фридрих обаче отново обещава да тръгне на кръстоносен поход след коронацията си за император през 1220 г. от папа Хонорий III.
След женитбата с Изабела Фредерик има претенции към кралството и причина да се опита да го възстанови. През 1227 г., след като Григорий IX става папа, армията на Фридрих отплава от Бриндизи към Акра (тогавашната столица на кралство Йерусалим), но епидемия го принуждава да се върне в Италия. Григорий използва тази възможност, за да отлъчи Фридрих за нарушаване на кръстоносния си обет, макар че това е само оправдание, тъй като Фридрих от години се опитва да укрепи имперската власт в Италия за сметка на папството.
През юни 1228 г. Фридрих прави последно усилие да се помири с Григорий, изпращайки архиепископ Алберт от Магдебург и двама сицилианскимагистрати да говорят с папата. Това няма резултат и отлъченият Фредерик отплава от Бриндизи на 28 юни. Флотът е под командването на адмирал Хенри от Малта, а архиепископите на Палермо, Реджо, Капуа и Бари го придружават. Той е придружаван от неголям брой войски, тъй като основните му сила отплават през август 1227 г. и подкрепленията през април 1228 г. 

## Кръстоносният поход

### Спирка в Кипър
Маршрутът на флота на Фридрих може да бъде проследен ден по ден. На 29 юни той спира в Отранто, откъдето пресича Адриатическо море до остров Отоной на 30 юни. Пристига в Корфу на 1 юли, в Порто Гискардо в Кефалония на 2 юли, в Метони на 4 юли, в Портокалие край нос Матапан на 5 юли, в Китира на 6 юли и стига до залива Суда на остров Крит на 7 юли. Флотът се движи бавно покрай брега на Крит, спирайки за цял ден в Ираклио преди да пресече Егейско море до Родос от 12 до 15 юли. Те отплават покрай крайбрежието до Финика, където остават на 16 – 17 юли, като попълват запасите си от вода. След това флотът прекосява морето до Кипър, пристигайки в Лимасол на 21 юли.
Кралство Кипър е императорско владение, тъй като император Хенри VI, бащата на Фридрих, е приел васалната клетва на Амори Лузинян и го е направил крал в навечерието на германския (т.нар. императорски) кръстоносен поход през 1196 г. Императорът пристига с ясно намерение да затвърди властта си върху кралството, но е приет сърдечно от местните барони, докато не възниква спор между него и конетабъла на Кипър Жан от Ибелин. Фридрих твърди, че регентството на Жан (който се пада тъст на Амори) върху Йерусалимското кралство е незаконно и настоява сеньория Бейрут да се подчини на империята. Тук той греши, както му посочва Жан, тъй като кралства Кипър и Йерусалим са разделени по конституция и той не може да бъде наказван за престъпления в Кипър чрез завземане на Бейрут. Това има важни последици за кръстоносния поход, тъй като отчуждава мощния клан на Ибелин, като го настройва срещу императора.

### В Акра
Акра, като номинална столица на кралство Йерусалим и седалище на Латинската патриаршия, е разделена по отношение на подкрепата за Фридрих. Самата армия на Фридрих и тевтонските рицари го подкрепят, но патриархът Жеро от Лозана (и духовенството) следват враждебната папска линия. След като новината за отлъчването на Фридрих се разпространява, обществената подкрепа за него значително отслабва. Позицията на рицарите хоспиталиери и тамплиери е по-сложна; въпреки че отказват да се присъединят директно към армията на императора, те подкрепят кръстоносния поход, след като Фридрих се съгласява името му да бъде премахнато от официалните заповеди. Местните барони в началото приветстват Фридрих ентусиазирано, но се опасяват от неговото желание за централизация и желанието му да наложи имперска власт. Това до голяма степен се дължи на отношението на Фридрих към Жан Ибелин в Кипър и очевидното му пренебрежение към конституционните клаузи.

### Дипломатическо споразумение със султан ал-Камил
Дори с военните ордени, армията на Фридрих е просто сянка на натрупаната при първоначалното свикване на кръстоносния поход. Той осъзнава, че единствената му надежда за успех е да преговаря за предаването на Йерусалим, тъй като не му достигат хора, за да встъпи в битка с Аюбидите. Фридрих се надява, че символичното демонстриране на сила, един заплашителен марш по крайбрежието, ще бъде достатъчно, за да убеди египетския султан ал-Камил да спазва споразумението, договорено няколко години по-рано, преди смъртта на брат му Ал Муазам, управител на Дамаск. Египетският султан, зает с потушаването на бунтовни размирици в Сирия, се съгласява да отстъпи Йерусалим на франките заедно с тесен коридор към брега.
Освен това Фридрих получава Назарет, Сидон, Яфа и Витлеем. Възможно е и други владения да са били върнати под християнски контрол, но източниците се разминават. Това обаче беше компромисен договор. Мюсюлманите запазват контрола върху района на Храмовия хълм в Йерусалим, джамията Ал-Акса и Купола на Скалата. Замъците на сеньория Трансйордания остават в ръцете на Аюбидите, а арабски източници предполагат, че на Фридрих не е било позволено да възстановява укрепленията на Йерусалим, въпреки че кръстоносците всъщност са възстановили защитните му стени. Договорът е сключен на 18 февруари 1229 г. и включва 10-годишно примирие.
Един от резултатите от договора е, че на евреите отново е забранено да живеят в Йерусалим.
Споразумението е известно понякога като Договора от Яфа и Тел Аджул  за да включва и споразумението, подписано от различните аюбидски владетели в Тел Аджул близо до Газа, като от гледна точка на Ал Камил, договорът с Фридрих е просто негово продължение.  Това споразумение не трябва да се бърка с Договора от Яфа от 1192 г. между Саладин и Ричард Лъвското сърце.

### В Йерусалим
Фридрих влиза в Йерусалим на 17 март 1229 г. и присъства на церемония по коронясване на следващия ден. Не е известно дали той е планирал това да се тълкува като официалната му коронация като крал на Йерусалим; във всеки случай отсъствието на патриарха Жеро поставя под въпрос легитимността на церемонията. Има доказателства, които предполагат, че короната, носена от Фридрих, всъщност е императорската но във всеки случай провъзгласяването на неговото господство над Йерусалим е провокативен акт. Законно той всъщност е регент само за сина си от Изабела, Конрад (впоследствие Конрад IV, който се ражда малко преди Фридрих да отпътува през 1228 г. Бабата и дядото на Конрад по майчина линия са Мария от Монферат и Жан дьо Бриен.

## Значение
Тъй като Фридрих има за решаване проблеми у дома, той напуска Йерусалим през май. За да се реши въпроса с отлъчването му от папата е необходимо той да понесе поражение в битка по-късно през 1229 г., но от историческо значение остава демонстрацията, че кръстоносният поход може да бъде успешен дори без военно превъзходство или папска подкрепа.
Десетгодишното изтичане на мирния договор на Фридрих с ал-Камил кара папа Григорий IX да призове за нов кръстоносен поход, за да си осигури Светите земи за християнския свят след 1239 г.  Така започва кръстоносният поход на бароните, дезорганизирана афера, която завършва с относително ограничена подкрепа както от страна на Фридрих, така и от страна на папата, но въпреки това си връща повече земя, отколкото дори Шестият кръстоносен поход.
Фридрих създава прецедент, постигайки успех в кръстоносен поход без папско участие. Освен това този успех е постигнат без битки, тъй като военната му сила е недостатъчна. От друга страна Аюбидите са ангажирани с бунта в Сирия. Следващите кръстоносни походи ще бъдат започнати от отделни крале, като Теобалд I от Навара (Кръстоносен поход на бароните), Луи IX от Франция (Седмият и Осмият кръстоносен поход) и Едуард I от Англия (Деветият кръстоносен поход), ефективно демонстрирайки ерозията на папска власт.